# Mordellistena dybasi
Mordellistena dybasi es una especie de coleóptero de la familia Mordellidae.

## Distribución geográfica
Habita en las islas Palaos.